# Schlöpitz
Die Wüstung Schlöpitz war ein Ortsteil der ehemaligen Gemeinde Kosma (heute: Stadtteil von Altenburg) im Landkreis Altenburger Land in Thüringen.

## Geografische Lage
Die Wüstung Schlöpitz liegt im äußersten Westen des Altenburger Ortsteils Kosma und des gesamten Stadtgebiets im Tal der Blauen Flut. Kürbitz, zu dem die Wüstung gehört, liegt etwa einen Kilometer östlich. In der Flur befinden sich drei Teiche.

## Geschichte
Der Ortsteil gehörte zu den ältesten Dörfern im Altenburger Land und ist nun die jüngste Wüstung. Um ihn herum lag Natur und Altenburger Landschaft mit reichem Baumbestand. Schlöpitz wurde in den Jahren 1181 und 1214 im Zehntverzeichnis des Klosters Bosau erstmals als Zlepz urkundlich erwähnt, was altsorbisch so viel wie die Hervorquellende bedeutet. Der Ort befand sich im Tal der Blauen Flut an zwei ehemaligen Teichen auf einer Höhe von 200 bis 205 m ü. NN. Der Ort war früher Lehen des Klosters Buch bei Leisnig. Im Ort existierte eine Mühle und ein Rittergut. Der Ort Schlöpitz sowie das als Sonnenlehn zum Ort gehörige Rittergut lagen im wettinischen Amt Altenburg. Dieses stand ab dem 16. Jahrhundert aufgrund mehrerer Teilungen im Lauf seines Bestehens unter der Hoheit folgender Ernestinischer Herzogtümer: Herzogtum Sachsen (1554 bis 1572), Herzogtum Sachsen-Weimar (1572 bis 1603), Herzogtum Sachsen-Altenburg (1603 bis 1672), Herzogtum Sachsen-Gotha-Altenburg (1672 bis 1826). Bei der Neuordnung der Ernestinischen Herzogtümer im Jahr 1826 kam der Ort wiederum zum Herzogtum Sachsen-Altenburg. Nach der Verwaltungsreform im Herzogtum gehörte Schlöpitz bezüglich der Verwaltung zum Ostkreis (bis 1900) bzw. zum Landratsamt Altenburg (ab 1900). Der Ort hatte um 1867 ca. 30 Einwohner. Schlöpitz gehörte ab 1918 zum Freistaat Sachsen-Altenburg, der 1920 im Land Thüringen aufging. 1922 kam der Weiler zum Landkreis Altenburg.
Die Gemarkung des Ortes umfasst 87 ha, im Jahre 1935 lebten 24 Einwohner in Schlöpitz. Gemeinsam mit Kürbitz wurde die Siedlung am 1. April 1938 nach Kosma eingemeindet. Bei der zweiten Kreisreform in der DDR wurden 1952 die bestehenden Länder aufgelöst und die Landkreise neu zugeschnitten. Somit kam die Siedlung mit dem Kreis Altenburg an den Bezirk Leipzig, der seit 1990 als Landkreis Altenburg zu Thüringen gehörte und 1994 im Landkreis Altenburger Land aufging.

### Wie es zur Wüstung kam
Der Ortsteil lag abseits der Verkehrswege im Tal der Blauen Flut nur etwa einen Kilometer oberhalb Kürbitz. Er war eine der kleinsten Ansiedlungen und bestand nur aus zwei Gehöften. Bis nach 1970 herrschte noch rege Betriebsamkeit. Die LPG Typ III Freies Land Kosma unterhielt in dem Dorf einen Technikstützpunkt. Im Februar 1985 wurden die letzten Gebäude nach mehrjährigem Leerstand und Verfall abgerissen. Heute steht die einstige Befestigungsanlage einer Wasserburg unter Bodendenkmalschutz, Die Insel.

## Sehenswürdigkeiten
Als Anfang 1985 die leerstehenden Gebäude dem Erdboden gleichgemacht wurden, fand man auf der Insel des großen Teiches einen uralten Steinwall, den man als Bodendenkmal registrierte. Das waren und sind Spuren menschlicher Kultur. Siehe Wasserburg „Die Insel“ in Schlöpitz (Befestigungsanlage) in der Liste der Kulturdenkmale in Altenburg.
Im Bachbett der Blauen Flut nahe bei Schlöpitz fand man die Knollensteine. Dies sind tertiäre Braunkohlenquarzite. Die Knollensteine sind eingetragene Naturdenkmäler im Landkreis Altenburger Land.